# Ангелинский
Анге́линский — хутор в Калининском районе Краснодарского края. Входит в Новониколаевское сельское поселение.

## География
Хутор расположен в районе интенсивного орошаемого земледелия на извилистых берегах протоки Ангелинский ерик, протянувшись с севера на юг почти на 4 км. Ангелинский находится на обоих берегах ерика. На западном к окраинам населённого пункта подступают орошаемые поля, которые тянутся на запад почти без перерыва вплоть до самой Протоки. Лишь в 7 км западнее хутора, у дороги, связывающей станицу Новониколаевскую со станицей Староджерелиевской, имеется урочище Жёлтые Копани, свободное от посевов. За урочищем, дальше на запад, проходит канал Джерелиевский главный коллектор. На восточном берегу рисовые чеки начинаются сразу за находящимся в 2-3 км к востоку от Ангелинского Понурским каналом. Юго-восточнее хутора, среди заливных полей, находятся болота Понурский Лиман и Балка Косатая.
На северо-западе, в непосредственной близости от хутора Ангелинского, расположен центр сельского поселения станица Новониколаевская, также стоящая на берегах Ангелинского ерика (большая часть — на восточном берегу, на западном — меньшая часть и пруд рыбопитомника). На юго-западе, среди рисовых полей, помещается станица Староджерелиевская, где также имеется пруд рыбопитомника. К югу от хутора, у южного устья канала-спрямления, прорытого в излучине Ангелинского ерика, ранее помещался участок № 9 Кубрисводхоза (около 20 жителей в 1982 году; ныне не существует). В этом же устье построен шлюз, возведённый в месте перенаправления части воды из ерика в оросительные каналы к западу от него. Далее к югу на берегах протоки находятся хутора Крупской и Отрубные. В районе станицы Новониколаевской (на северо-запад от хутора) и в районе хутора Крупской (на юго-восток от Ангелинского) располагаются площадки сельскохозяйственной авиации.  

## История
Небольшие отдельные хутора на месте современного хутора уже существовали к моменту составления Специальной карты Европейской России И. А. Стрельбицкого (составлена в 1865—1871 годах, лист 63, где обозначены указанные хутора — 1871 года издания). Единый населённый пункт — хутор Ангелинский — был образован, самое позднее, к 1926 году, когда он входил в состав сельсовета с центром в станице Староджерелиевской в Славянском районе Кубанского округа.
По состоянию на 1938 год хутор включал в себя 287 хозяйств, работали мукомольный и кирпичный заводы, в окрестностях находились молочно-товарные, колхозные товарные и свинотоварные фермы. В период Великой Отечественной войны Ангелинский был оккупирован немецко-фашистскими войсками с августа 1942 года (отход советских войск к Краснодару и Новороссийску в ходе первого, оборонительного, этапа Битвы за Кавказ). Хутор был освобождён во второй половине февраля 1943 года в рамках Краснодарской операции.

## Население
| 2002 | 2010 | 2021 |
| ---- | ---- | ---- |
| 387  | ↘316 | ↘312 |

По данным переписи 2010 года, на хуторе проживало 46 % мужчин и 54 % женщин, национальный состав был следующим:
- русские — 301 чел.,
- табасараны — 10 чел.,
- армяне — 4 чел.,
- украинцы — 3 чел.

По данным переписи 2002 года, на хуторе проживало 387 человек (180 мужчин, 207 женщин), 98 % населения составляли русские.
По состоянию на 1982 год на хуторе проживало около 570 человек.
В 1882 году в посёлке проживало 904 мужчины и 846 женщин, в основном малороссы (православные), а также был молитвенный дом, 5 лавок и 9 ветряных мельниц. Всего было 237 домов.

## Уличная сеть
| - пер. Светлый, - пер. Широкий, - пер. Школьный, | - ул. Заречная, - ул. Красная, - ул. Луговая, | - ул. Мира, - ул. Почтовая, - ул. Центральная. |

## Инфраструктура
- Основная общеобразовательная школа № 17[13]
- Магазин
- Почта
- Клуб и 2 спортплощадки рядом с ним
- Кладбище
- Централизованное водоснабжение — 2 артезианские скважины с водокачками, водонапорная башня
- Электроснабжение
- Газоснабжение, центральное теплоснабжение и центральная канализация — отсутствуют[14]
- Ранее в населённом пункте существовало несколько молочно-товарных ферм[3]